# Pure and Easy
«Pure and Easy» es una canción del grupo británico de rock The Who, escrita en 1971, pero publicada por primera vez en el álbum recopilatorio de la banda llamado Odds & Sods en 1974. Pete Townshend la introdujo en su álbum en solitario llamado Who Came First.
En un principio, la canción fue llamada «The Note». La versión original de «Pure and Easy», fue lanzada en la edición de lujo del disco Who's Next, grabada entre el 17 y el 18 de marzo de 1971 en Record Plant. La versión de Odds & Sods, fue grabada en Olympic Studios, lugar recurrente en las grabaciones de la banda.
La canción, al igual que muchas otras composiciones de Pete Townshend, estaba destinada a aparecer en el proyecto Lifehouse, pero este, al ser desechado, tuvo cabida en discos posteriores. En este trabajo, «Pure and Easy», era eje central del álbum, así como «Amazing Journey» lo es para Tommy.
«Pure and Easy» además, hace apariciones en el disco de Townshend llamado Lifehouse Chronicles y Lifehouse Elements. Como formato de grabación en directo, aparece en Who's Next Deluxe Edition y Blues to the Bush.